# Campionat del Món d'atletisme de 2009 - 10.000 metres masculins
Els 10.000 metres masculins al Campionat del Món d'atletisme de 2009 van tenir lloc a l'estadi Olímpic de Berlín el dia 17 d'agost. Estava programat que 31 atletes de 15 nacions participaren en la final, però l'irlandès Martin Fagan.
Kenenisa Bekele era el favorit abans de la carrera, ja que mai havia perdut una carrera en aquesta distància i era l'actual campió olímpic i mundial, a més de tindre el rècord del món. El quatre vegades medallista d'argent a grans competicions Sileshi Sihine era un altre dels favorits, però no va poder participar per una lesió i va ser substituït pel reserva d'Etiòpia Imane Merga. Gebregziabher Gebremariam i els kenyans Moses Masai i Micah Kogo eren altres possibles medallistes.
Tadese es va posar al capdavant de la prova des del principi, però va ser superat per Nicholas Kemboi, el qual va dominar la cursa fins als 4.000 metres. Tadese i Masai es van posar en eixe moment a liderar la prova, amb els atletes eritreus aguantant el ritme. A partir del sisè quilòmetre, eren quatre corredors els qui dominaven la cursa (Tadese, Masai, Bekele i Kogo). Tadese va augmentar el ritme, i només Bekele el va poder seguir. A l'última volta, Bekele es va posar primer i va esprintar per guanyar la medalla d'or amb un temps de 26:46,31, rècord dels campionats. Tadese va guanyar l'argent, i Masai va mantenir la seva tercera posició i la medalla de bronze.
Bekele va continuar imbatut en la distància i va guanyar el seu quart Campionat del Món. La medalla de bronze de Moses Masai va ser la segona de la família en la competició, ja que la seva germana Linet Masai havia guanyat els 10.000 metres femenins dos dies abans.

## Medallistes
| Or                        | Argent                    | Bronze                     |
| Kenenisa Bekele · Etiòpia | Zersenay Tadese · Eritrea | Moses Ndiema Masai · Kenya |

## Rècords
| Rècord del món         | Kenenisa Bekele (ETH)           | 26:17,53 | Brussel·les, Bèlgica        | 26 d'agost de 2005    |
| Rècord dels Campionats | Kenenisa Bekele (ETH)           | 26:49,57 | París, França               | 24 d'agost de 2003    |
| Millor marca de l'any  | Josephat Muchiri Ndambiri (KEN) | 26:57,36 | Fukuroi, Japó               | 3 de maig de 2009     |
| Rècord d'Àfrica        | Kenenisa Bekele (ETH)           | 26:17,53 | Brussel·les, Bèlgica        | 26 d'agost de 2005    |
| Rècord d'Àsia]         | Ahmad Hassan Abdullah (QAT)     | 26:38,76 | Brussel·les, Bèlgica        | 5 de setembre de 2003 |
| Rècord de Nord-amèrica | Arturo Barrios (MEX)            | 27:08,23 | Berlín, Alemanya Occidental | 18 d'agost de 1989    |
| Rècord de Sud-amèrica  | Marílson Gomes dos Santos (BRA) | 27:28,12 | Neerpelt, Bèlgica           | 2 de juny de 2007     |
| Rècord d'Europa        | Mohammed Mourhit (BEL)          | 26:52,30 | Brussel·les, Bèlgica        | 3 de setembre de 1999 |
| Rècord d'Oceania       | Collis Birmingham (AUS)         | 27:29,73 | Berkeley, Estats Units      | 24 d'abril de 2009    |

Durant la competició, es va batre el rècord del Campionat.
| Data       | Prova | Nom             | Nacionalitat | Temps    | CR | WR |
| ---------- | ----- | --------------- | ------------ | -------- | -- | -- |
| 17 d'agost | Final | Kenenisa Bekele | Etiòpia      | 26:46,31 | CR |    |

## Marques per classificar-se
| Mínima A | Mínima B |
| -------- | -------- |
| 27:47,00 | 28:12,00 |

## Agenda
| Data               | Hora  | Ronda |
| ------------------ | ----- | ----- |
| 17 d'agost de 2009 | 20:50 | Final |

## Final
| Pos.              | Atleta                      | Nació        | Tems     | Notes |
| ----------------- | --------------------------- | ------------ | -------- | ----- |
| Medalla d'or      | Kenenisa Bekele             | Etiòpia      | 26:46,31 | CR    |
| Medalla de plata  | Zersenay Tadese             | Eritrea      | 26:50,12 | SB    |
| Medalla de bronze | Moses Ndiema Masai          | Kenya        | 26:57,39 | SB    |
| 4                 | Imane Merga                 | Etiòpia      | 27:15,94 | PB    |
| 5                 | Bernard Kipyego             | Kenya        | 27:18,47 | SB    |
| 6                 | Dathan Ritzenhein           | Estats Units | 27:22,28 | PB    |
| 7                 | Micah Kogo                  | Kenya        | 27:26,33 | SB    |
| 8                 | Galen Rupp                  | Estats Units | 27:37,99 | SB    |
| 9                 | Kidane Tadasse              | Eritrea      | 27:41,50 | SB    |
| 10                | Gebre-egziabher Gebremariam | Etiòpia      | 27:44,04 | SB    |
| 11                | Ahmad Hassan Abdullah       | Qatar        | 27:45,03 | SB    |
| 12                | Teklemariam Medhin          | Eritrea      | 27:58,89 | SB    |
| 13                | Fabiano Joseph Naasi        | Tanzània     | 28:04,32 | SB    |
| 14                | Juan Carlos Romero          | Mèxic        | 28:09,78 | SB    |
| 15                | Carles Castillejo           | Espanya      | 28:09,89 |       |
| 16                | Dickson Mkami               | Tanzània     | 28:18,00 | SB    |
| 17                | Tim Nelson                  | Estats Units | 28:18,04 |       |
| 18                | Juan Luis Barrios           | Mèxic        | 28:31,40 |       |
| 19                | Surendra Kumar Singh        | Índia        | 28:35,51 | SB    |
| 20                | Anatoliy Rybakov            | Rússia       | 28:42,28 |       |
| 21                | Ezekiel Jafari              | Tanzània     | 28:45,34 |       |
| 22                | Martin Toroitich            | Uganda       | 28:49,49 | SB    |
| 23                | Rui Pedro Silva             | Portugal     | 28:51,40 |       |
| 24                | David McNeill               | Austràlia    | 29:18,59 | SB    |
| 25                | Yuki Iwai                   | Japó         | 29:24,12 |       |
|                   | Collis Birmingham           | Austràlia    |          | DNF   |
|                   | Ayad Lamdassem              | Espanya      |          | DNF   |
|                   | Manuel Ángel Penas          | Espanya      |          | DNF   |
|                   | Abebe Dinkesa Negera        | Etiòpia      |          | DNF   |
|                   | Nicholas Kemboi             | Qatar        |          | DNF   |
|                   | Martin Fagan                | Irlanda      |          | DNS   |

Clau: DNF = No va acabar, DNS = No va començart, CR = Rècord del campionat, PB = Millor marca personal, SB = Millor marca personal de la temporada

### Marques intermèdies
| Intermedi | Atleta             | País    | Temps    |
| --------- | ------------------ | ------- | -------- |
| 1000m     | Nicholas Kemboi    | Qatar   | 2:46,24  |
| 2000m     | Nicholas Kemboi    | Qatar   | 5:34,24  |
| 3000m     | Nicholas Kemboi    | Qatar   | 8:19,55  |
| 4000m     | Nicholas Kemboi    | Qatar   | 11:04,75 |
| 5000m     | Moses Ndiema Masai | Kenya   | 13:40,45 |
| 6000m     | Zersenay Tadese    | Eritrea | 16:18,75 |
| 7000m     | Zersenay Tadese    | Eritrea | 18:57,73 |
| 8000m     | Zersenay Tadese    | Eritrea | 21:37,80 |
| 9000m     | Zersenay Tadese    | Eritrea | 24:13,73 |